# Sz (digramme)
Cette page contient des caractères spéciaux ou non latins. S’ils s’affichent mal (▯, ?, etc.), consultez la page d’aide Unicode.
Pour les articles homonymes, voir SZ.
Sz (minuscule : sz) est un digramme utilisé composé d'un S et d'un Z.

## Linguistique
- En hongrois, le digramme  « sz » représente la consonne [s]. Il est considéré comme lettre à part entière et est placée entre le S et le T.
- En polonais, il note la consonne [ʂ].

## Représentation informatique
Comme la majorité des digrammes, il n'existe aucun encodage de Sz sous la forme d'un seul signe, il est toujours réalisé en accolant un S et un Z.